# Anemone taipaiensis
Anemone taipaiensis är en ranunkelväxtart som beskrevs av Wen Tsai Wang. Anemone taipaiensis ingår i släktet sippor, och familjen ranunkelväxter. Inga underarter finns listade i Catalogue of Life.